# Indestructible (låt av Robyn)
"Indestructible" är en syntpoplåt framförd av den svenska artisten Robyn. Låten släpptes som den ledande singeln ifrån hennes sjunde studioalbum Body Talk den 1 november 2010 i Skandinavien. "Indestructible" är skriven av Klas Åhlund tillsammans med Robyn och nådde en fjärde plats på Sverigetopplistan och blev därmed hennes nionde top-10 singel i Sverige. En akustisk version av "Indestructible" finns med på albumet Body Talk Pt. 2.